# Soy Cuba, le mammouth sibérien
Pour plus de détails, voir Fiche technique et Distribution.
Soy Cuba, le mammouth sibérien (Soy Cuba, O Mamute Siberiano), est un film documentaire brésilien réalisé par Vicente Ferraz en 2004.
Il retrace l'histoire de célèbre film soviéto-cubain Soy Cuba (1964). Le titre métaphorique fait référence à l'intérêt suscité par le film plusieurs décennies après sa création : comme si un mammouth sibérien parfaitement conservé émergeait du pergélisol.

## Fiche technique
- Titre original : Soy Cuba, O Mamute Siberiano[3]
- Titre français : Soy Cuba, le mammouth sibérien[4],[5]
- Réalisateur : Vicente Ferraz
- Scénariste : Vicente Ferraz
- Photographie : Tareq Daoud, Vicente Ferraz
- Montage : Dull Janiel, Mair Tavares
- Musique : Jenny Padrón
- Production : Guennadi Kostrov
- Société de production : Escuela Internacional de Cine y Televisión (EICTV), Estúdios Mega, MegaColor, Três Mundos Produções, Urca Filmes
- Pays de production :  Brésil
- Langue originale : portugais
- Format : couleurs et noir et blanc - Son mono
- Genre : film documentaire
- Durée : 99 minutes
- Dates de sortie :
  - Brésil : 27 novembre 2004
  - France : 18 mars 2006 (Festival du film latino-américain de Toulouse)

## Distribution
- Othon Bastos (images d'archive)
- Alexander Calzatti
- Fidel Castro (images d'archive)
- Luz María Collazo
- Sergio Corrieri
- Maurício do Valle (images d'archive)
- Vicente Ferraz
- Raúl García
- Jean-Luc Godard (images d'archive)
- Alfredo Guevara
- Tomás Gutiérrez Alea (images d'archive)
- Mikhaïl Kalatozov (images d'archive)
- Enrique Pineda Barnet
- Glauber Rocha (images d'archive)
- Sergueï Ouroussevski (images d'archive)
- Juan Varona
- Salvador Wood
- Ievgueni Ievtouchenko